# Élections fédérales suisses de 1971
Les élections fédérales suisses de 1971 se sont déroulées le 31 octobre 1971. Elles ont désigné la 39e législature depuis 1848. Elles portèrent sur le renouvellement des 200 sièges du Conseil national et des 44 sièges au Conseil des États. Les députés furent élus pour une durée de 4 ans. 
Les élections de 1971 virent quelques nouveautés: ce fut la première fois que les femmes purent voter et être élues au niveau fédéral. Les Conservateurs chrétiens-sociaux se présentèrent sous un nouveau nom, le Parti démocrate-chrétien. Le Parti démocratique ayant en partie fusionné avec le Parti des paysans, artisans et bourgeois, l'Union démocratique du centre se présenta pour la première fois sous ce nouveau nom. James Schwarzenbach, ayant pris ses distances avec l'Action nationale créa le parti éphémère des Républicains et obtint 7 sièges. L'Action nationale et les Républicains siégeront ensemble dans le même groupe portant à un total de 11 élus de l'extrême droite.
Au Conseil national, le PRD obtint 49 sièges (inchangé), le PSS 46 (-4), le PDC 44 (-1), l’UDC 23 (+3) et le PLS 6 (inchangé). 
Neuf mois après l’adoption du droit de vote et d'éligibilité des femmes sur le plan fédéral, dix femmes sont élues au Conseil national : Elisabeth Blunschy (PDC, SZ), Tilo Frey (PRD, NE), Hedi Lang (PSS, ZH), Josi Meier (PDC, LU), Gabrielle Nanchen (PSS, VS), Martha Ribi (PRD, ZH), Liselotte Spreng (PRD, FR), Hanny Thalmann (PDC, SG), Lilian Uchtenhagen (PSS, ZH) et Nelly Wicky (PST, GE).
Au Conseil des États, sur 44 sièges, le PSS gagna deux sièges (4 au total) et les Radicaux un (15). Le Parti démocrate-chrétien en perdirent un (17), et l’UDC en gagna 5 en tout. L'Union libérale-démocratique en perdit un et l'Alliance des Indépendants garda son unique siège.
Lise Girardin (PRD, GE) fut la première femme élue au Conseil des États.

## Législature 1971-1975
|  | Partis                                             | Sigles | Tendances politiques                  | Sièges au CN | Sièges au CE |
|  | -------------------------------------------------- | ------ | ------------------------------------- | ------------ | ------------ |
|  | Parti radical-démocratique                         | PRD    | radical                               | 49           | 15           |
|  | Parti socialiste                                   | PSS    | social-démocrate                      | 46           | 4            |
|  | Parti démocrate-chrétien                           | PDC    | démocrate-chrétien                    | 44           | 17           |
|  | Union démocratique du centre                       | UDC    | agrarien                              | 23           | 5            |
|  | Alliance des Indépendants                          | AdI    | social-libéral                        | 13           | 1            |
|  | Parti Républicain                                  | REP    | extrême droite/nationaliste/populiste | 7            | -            |
|  | Union libérale-démocratique                        | ULD    | libéral/conservateur                  | 6            | 2            |
|  | Parti suisse du Travail                            | PST    | communiste                            | 5            | -            |
|  | Action nationale contre la surpopulation étrangère | AN     | extrême droite/nationaliste/populiste | 4            | -            |
|  | Parti chrétien-protestant                          | PCP    | conservateur/protestant               | 3            | -            |